# 태풍 리타 (1972년)
태풍 리타 (RITA)는 1972년에 북서태평양에서 발생한 제7호 태풍이다.

## 개요

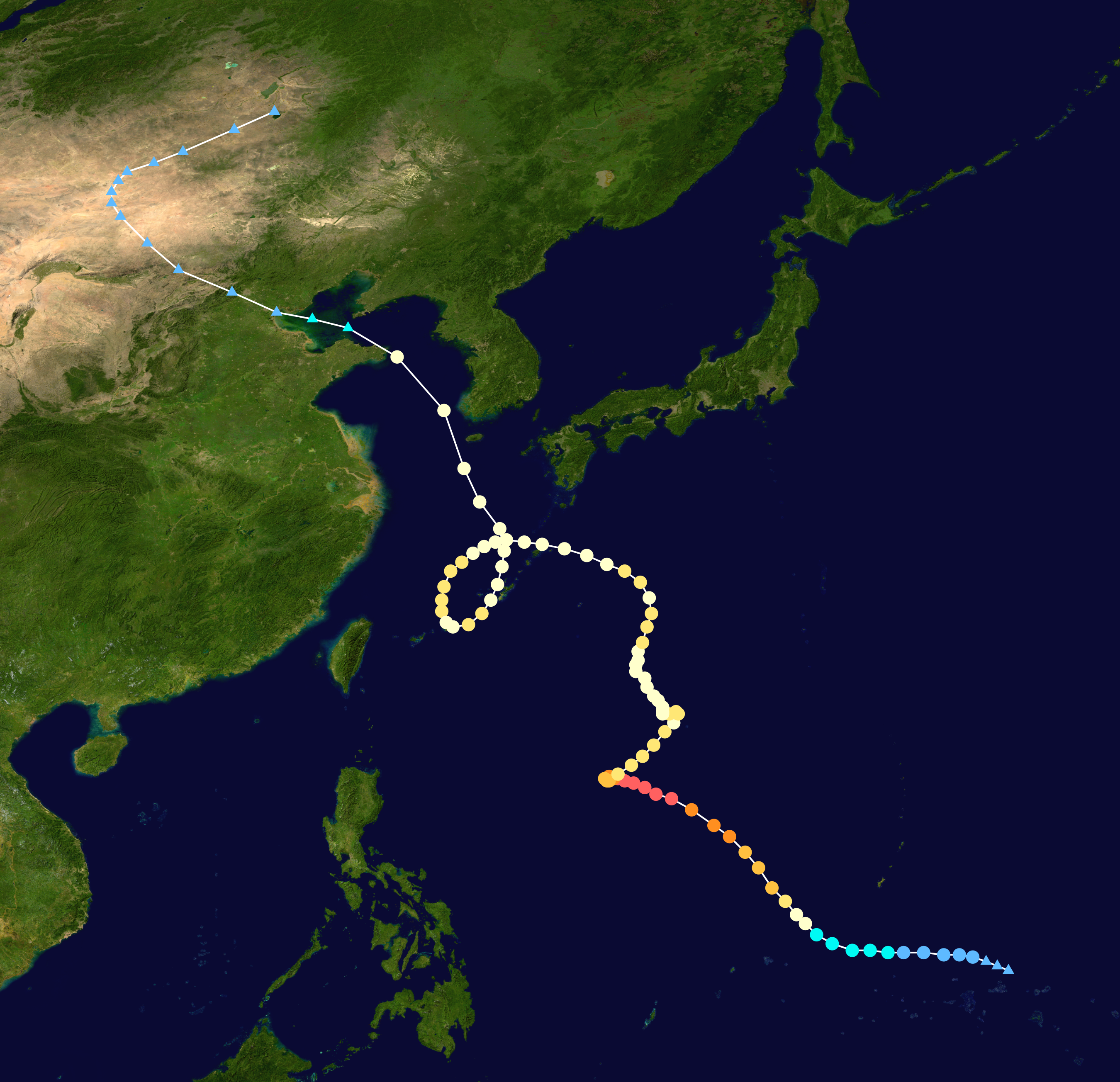
태풍의 진로

1972년 7월 말 한반도 서해상을 통과하면서 대한민국 전역에 직·간접적인 영향을 미쳤던 태풍이다. "태풍(최대풍속 35KT 이상)"으로서의 수명만을 따지면 관측 사상 가장 수명이 긴 태풍으로 꼽힌다. 오키나와 인근 해역에서 1회전하는 등의 변덕스러운 진로를 밟으며 무려 만 19일 동안을 존속했다.
대한민국은 7월 25일부터 26일 사이 태풍 리타의 영향권에 들었는데, 태풍이 한반도 서해상에 진출한 뒤에도 세력이 별로 약화되지 않았기 때문에 진행 경로가 한반도를 조금 비껴갔음에도 곳곳에 강한 바람이 야기되었다. 이러한 강풍으로 인해 전국에서 많은 피해가 집계된 가운데 사망·실종자는 50명에 육박했다.
| 순위 | 태풍번호 | 태풍이름 | 존재기간    |
| ---- | -------- | -------- | ----------- |
| 1위  | 8614     | WAYNE    | 19일 6시간  |
| 2위  | 7207     | RITA     | 19일        |
| 2위  | 1705     | NORU     | 19일        |
| 4위  | 6722     | OPAL     | 18일 6시간  |
| 5위  | 2302     | MAWAR    | 16일        |
| 6위  | 9120     | NAT      | 15일 18시간 |
| 7위  | 7209     | TESS     | 15일 12시간 |
| 8위  | 7414     | MARY     | 15일 6시간  |
| 9위  | 0917     | PARMA    | 14일 18시간 |
| 10위 | 9728     | PAKA     | 14일 12시간 |
| 10위 | 9431     | VERNE    | 14일 12시간 |

## 주요 관측값

### 최저해면기압
- 제주 971.9hPa
- 서귀포 974.5hPa
- 목포 981.7hPa
- 광주 985.8hPa
- 군산 988.0hPa
- 전주 989.6hPa
- 서산 990.5hPa

### 최대풍속
- 목포 26.0m/s
- 서귀포 25.5m/s
- 여수 23.3m/s
- 청주 23.3m/s
- 제주 21.7m/s
- 성산 21.0m/s
- 완도 19.5m/s

### 최대순간풍속
- 제주 41.5m/s
- 서귀포 38.0m/s
- 목포 38.0m/s
- 여수 36.5m/s
- 광주 32.0m/s
- 인천 27.8m/s
- 청주 27.0m/s

### 총 강수량 (7월 25~26일)
- 제주 127.2mm
- 강화 102.2mm
- 목포 82.0mm
- 서울 64.1mm
- 수원 60.8mm

## 같이 보기
- 1972년 태풍
- 태풍 담레이 (2012년)
- 태풍 노루 (2017년)
- 태풍 카눈 (2023년)